# HMS Audacious (1912)
HMS Audacious – brytyjski pancernik z okresu I wojny światowej, jeden z czterech okrętów typu King George V. Wprowadzony do służby w Royal Navy w październiku 1913 roku, zatonął w wyniku eksplozji niemieckiej miny morskiej niemal równo rok później, 27 października 1914 roku.

## Historia
Stępkę pod HMS „Audacious” położono w lutym 1911 roku w stoczni Cammel Laird w Birkenhead. Okręt wodowano 14 września 1912 roku, a wejście do służby nastąpiło w październiku roku następnego. Po ukończeniu prób morskich pancernik wszedł w skład 2. Eskadry Pancerników (ang.: 2nd Battle Squadron), wraz z pozostałymi jednostkami swojego typu i czterema zbliżonego typu Orion.
W sierpniu 1914 roku, w związku z narastającym napięciem międzynarodowym i w konsekwencji wybuchem I wojny światowej, nastąpiła reorganizacja Royal Navy. Jej najpoważniejszym związkiem operacyjnym stała się Grand Fleet, dowodzona przez admirała Johna Jellicoe i skupiająca wszystkie nowoczesne brytyjskie pancerniki. Jej wojenną bazą miało być kotwicowisko w Scapa Flow na Orkadach. Jednak, wobec zauważalnego zagrożenia ze strony niemieckich okrętów podwodnych (8 sierpnia „Audacious” i dwa inne pancerniki zostały nieskutecznie zaatakowane przez U-13), admirał Jellicoe podjął decyzję o przesunięciu większości dużych okrętów na bezpieczniejsze wody wokół Irlandii. Wybrane na nowe kotwicowisko Lough Swilly pozostawało poza zasięgiem U-Bootów.
27 października 1914 roku trzy pancerniki typu King George V: HMS „Audacious”, „King George V” i „Ajax” wyszły w morze, aby uczestniczyć w przewidzianych na ten dzień ćwiczeniach artyleryjskich. Około godziny 8.45 przy lewej burcie „Audacious”, w rejonie maszynowni, wybuchła niewielka mina morska (86-kilogramowy ładunek wybuchowy), pochodząca z nierozpoznanej zagrody minowej, postawionej pięć dni wcześniej przez niemiecki krążownik pomocniczy SMS „Berlin”. Początkowo dowódca pancernika, komandor Cecil F. Dampier uznał, że okręt został trafiony nieprzyjacielską torpedą. Na pozostałych pancernikach eskadry ogłoszono alarm przeciwpodwodny i obrano kurs oddalający je od domniemanego zagrożenia i uszkodzonej jednostki.

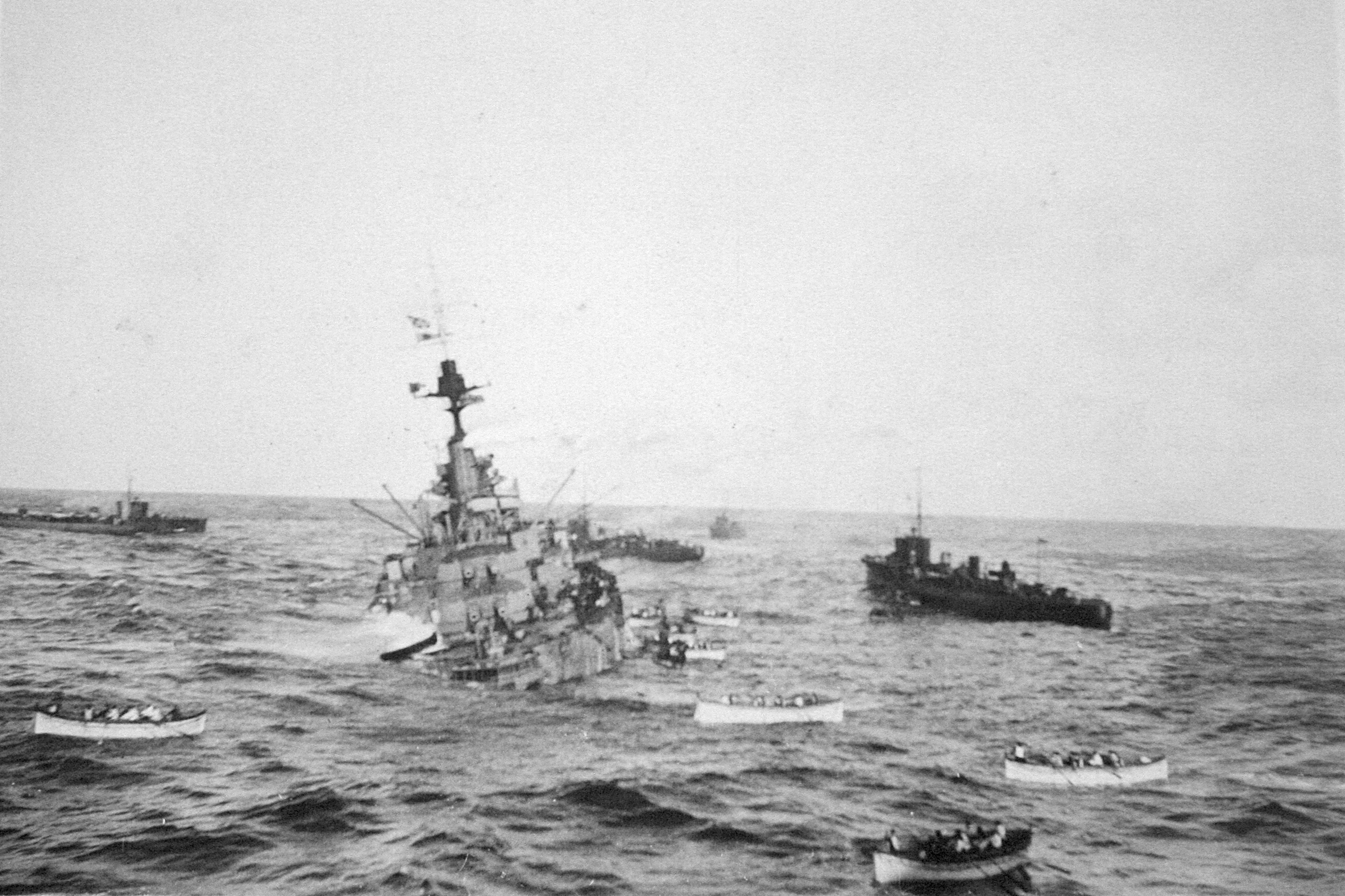
Załoga tonącego HMS „Audacious” przechodzi do łodzi ratunkowych

Wybuch miny zniszczył maszynownię na lewej burcie i spowodował przedostawanie się wody do dwóch pozostałych pomieszczeń turbin. Początkowo okręt, pomimo dużego przechyłu na lewą burtę i złego stanu morza, kierował się o własnych siłach w stronę Lough Swilly, ale po około półtorej godzinie od eksplozji załoga siłowni została zmuszona przez napływającą wodę do opuszczenia stanowisk. Silnie przegłębiony na rufę okręt został unieruchomiony, a po kolejnej godzinie utracił również zasilanie elektryczne, co uniemożliwiło próby wypompowania wody z kadłuba. Wczesnym popołudniem do pancernika podszedł krążownik lekki HMS „Liverpool” i mniejsze jednostki, przejmując większość załogi. Na „Audacious” pozostały jedynie drużyny awaryjne, złożone w znacznej części z ochotników. „Liverpool” i przybyły wkrótce na miejsce transatlantyk „Olympic” próbowały rozpocząć holowanie pancernika, ale uniemożliwił to zły stan morza i niestabilność unieruchomionego okrętu. Dalszą akcję ratunkową uniemożliwiły zapadające ciemności. Około godziny 18.15 z pokładu „Audacious” zeszli ostatni ochotnicy. Około 20.45 opuszczony okręt przewrócił się do góry stępką, zaś w kilkanaście minut później został zniszczony eksplozją, wywołaną prawdopodobnie przez wybuch pocisków w komorach amunicyjnych. Odłamek rozerwanego eksplozją pancerza ranił śmiertelnie jednego z marynarzy na HMS „Liverpool”, który był jedyną ofiarą zdarzenia.
Pierwszy, lakoniczny komunikat Admiralicja ogłosiła dopiero w 1918 roku, nie wgłębiając się jednak zbytnio w przyczyny zatopienia okrętu. Nigdy też nie podano sprawcy zatopienia pancernika, nie można było więc wykluczyć ataku torpedowego. Pomimo to wiadomości o katastrofie trafiły do opinii publicznej za pośrednictwem pasażerów „Olympica”, z których część miała ze sobą aparaty fotograficzne. W prasie warszawskiej lapidarny komunikat Admiralicji został opublikowany 18 listopada 1918 roku. W komunikacie podano datę zatonięcia pancernika (27 października), lecz nie podano, że zdarzenie miało miejsce cztery lata wcześniej.

## Opis konstrukcji
HMS „Audacious” był nowoczesnym drednotem, o całkowitej długości kadłuba wynoszącej 182,1 m, szerokości maksymalnej 27,1 m i średnim zanurzeniu 8,7 m. Napęd okrętu stanowiły dwa zespoły turbin parowych systemu Parsonsa, umieszczonych w trzech osobnych maszynowniach: turbiny wysokiego ciśnienia w zewnętrznych, zaś obie turbiny niskiego ciśnienia w jednej centralnej. Poruszały one bezpośrednio cztery wały napędowe. Parę do turbin dostarczało 16 kotłów typu Yarrow, z których część była przystosowana do opalania paliwem płynnym. Łączna moc turbin wynosiła 31 000 shp, prędkość maksymalna 21 węzłów.
Uzbrojenie pancernika składało się z dziesięciu dział kal. 343 mm, umieszczonych w pięciu pancernych wieżach artyleryjskich: po dwóch na dziobie i rufie, w superpozycjach i jednej na śródokręciu, oraz 16 dział kal. 102 mm w kazamatach burtowych. Ponadto okręt posiadał trzy podwodne wyrzutnie torpedowe kal. 533 mm, dwie na dziobie, jedną w części rufowej.